# Arsen(III)-sulfid
Arsen(III)-sulfid (auch Diarsentrisulfid oder Arsentrisulfid), gelbes Schwefelarsen As2S3 (Molare Masse: 246,02 g/mol), ist eine chemische Verbindung bestehend aus den Elementen Arsen und Schwefel.

## Vorkommen

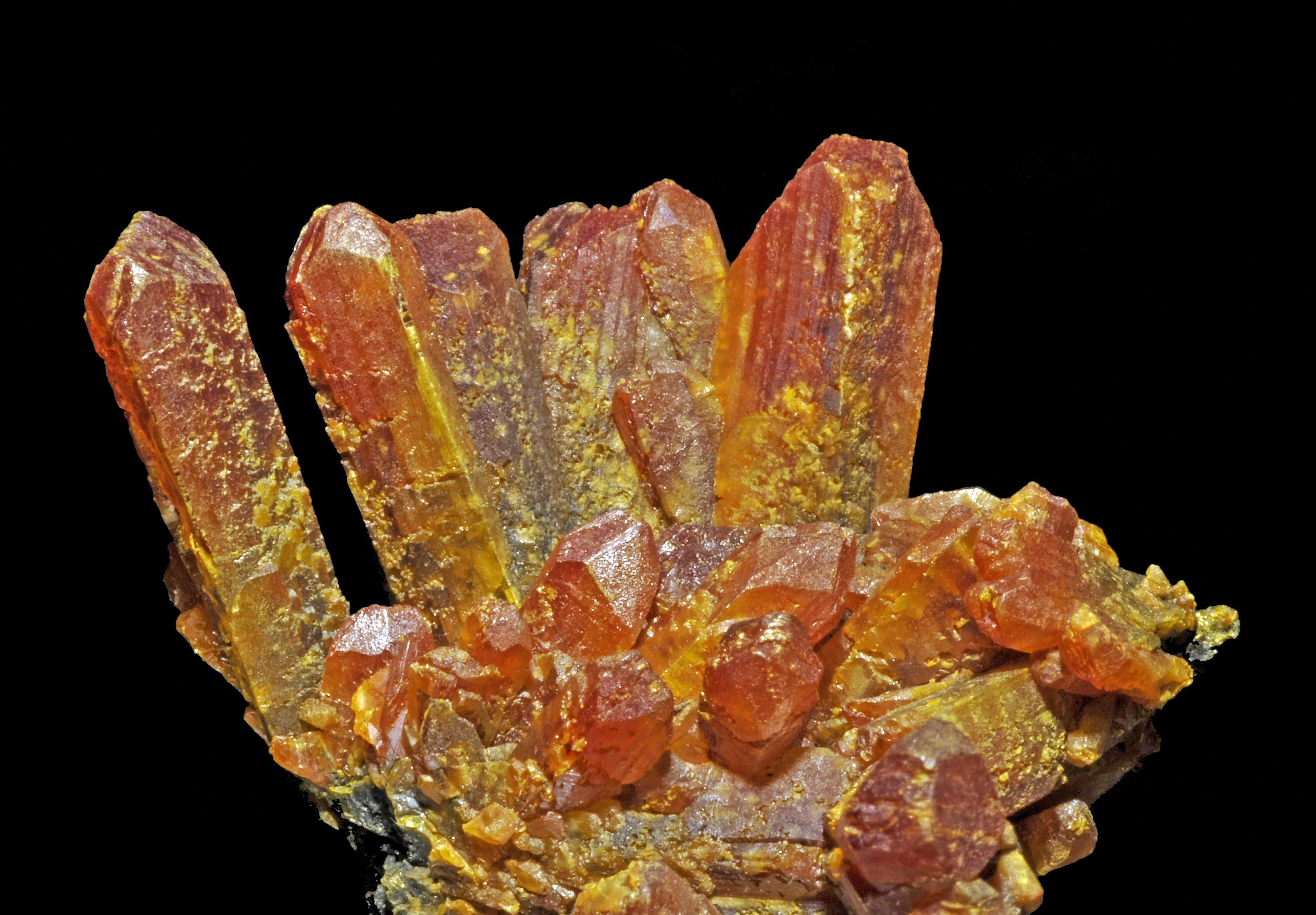
Auripigment-Kristalle

Als Mineral liegt es in der Form As4S6 vor und wird Auripigment genannt.

## Darstellung
Arsen(III)-sulfid entsteht bei der Sublimation von Arseniger Säure mit Schwefel und wird aus der Lösung der Arsenigen Säure durch Schwefelwasserstoff gefällt.

## Eigenschaften
Es ist zitronengelb, undurchsichtig, glänzend und unlöslich in Wasser. Es schmilzt zu einer gelbroten Flüssigkeit, verdampft bei 700 °C ohne Zersetzung und verbrennt an der Luft zu Arsentrioxid und Schwefeldioxid.

## Struktur
Im Feststoff liegt Arsen(III)-sulfid als As2S3 in einer polymeren Struktur vor. Arsen ist dabei dreibindig, Schwefel zweibindig. In der Gasphase bildet sich As4S6, das in der Adamantan-Struktur vorliegt.

## Verwendung
Das Hüttenprodukt, aus Arseniger Säure und Schwefel zusammengeschmolzen, besteht oft wesentlich nur aus Arseniger Säure mit wenig mehr als 1 % Schwefel und kommt als Gelbglas, gelber Arsenik, gelbes Arsenglas, Königsgelb oder gelbes Schwefelarsen in den Handel. Bei der Reinigung der Schwefelsäure mit Schwefelwasserstoff wird es als Nebenprodukt erhalten.
Als Farbpigment wurde es für gelbe Malerfarbe und zum Aufhellen von Schellack verwendet.
In der Medizin wurde Arsen(III)-sulfid (auch Schwefelarsenik) zusammen mit Calciumhydroxid (auch Kalkhydrat) als Enthaarungsmittel (Rhusma) eingesetzt.

## Toxizität
Reines Arsen(III)-sulfid ist wasser- und säureunlöslich und ungiftig, da es vom Organismus nur in sehr geringen Mengen aufgenommen wird. Da es aber in der Praxis mehr oder weniger mit anderen Arsenverbindungen verunreinigt ist, wird es für den technischen Umgang als giftig eingestuft.